# (29866) 1999 FR46
A (29866) 1999 FR46 a Naprendszer kisbolygóövében található aszteroida. A LINEAR projekt keretében fedezték fel 1999. március 20-án.